# Pardosa uintana
Pardosa uintana là một loài nhện trong họ Lycosidae.
Loài này thuộc chi Pardosa. Pardosa uintana được Willis J. Gertsch miêu tả năm 1933.